# Urbain Haesaert
Urbain Hasaert (5 mai 1941) est un entraîneur belge de football.
Cet ancien défenseur dirigea près d'une dizaine de clubs professionnels belge. Il connut ses principaux succès avec les clubs de Lokeren et de Waregem.
Depuis une douzaine d'années, il a laissé le terrain pour le travail technique, au Germinal Beerschot, puis la découverte de jeunes talents. Il "couvrit" le territoire de la Belgique pour le compte de l'Ajax Amsterdam.
Depuis 2010, il a rejoint le R. SC Anderlecht où il est chef de la cellule "scouting des Jeunes".

## Carrière

### Lokeren
Ce fut en 1979, qu'Urbain Haesaert débuta en Division 1 belge à la tête du  K. SC Lokeren. Le Waaslandien forma un duo à succès avec le Tchèque Jozef Vacenovsky qui était déjà actif comme entraîneur assistant depuis quelque temps au sein du club. Sous la conduite de la paire Haesaert/Vacenovsky, Lokeren termina 4e et décrocha un ticket européen inattendu. Lors de la saison 1980-1981, le club waaslandien atteignit les quarts de finale de la Coupe de l'UEFA et accéda à la finale de la Coupe de Belgique (défaite face au Standard). En championnat le club fut honoré du titre de vice-champion derrière Anderlecht. Dans son entreprise à Lokeren, Haesaert s'appuya sur des joueurs tels qu'Eddy Snelders, Raymond Mommens, René Verheyen, Włodzimierz Lubański ou encore Arnór Guðjohnsen. La belle aventure s'arrêta à la fin de cette 2e saison et Haesaert céda le flambeau à Robert Waseige pour s'en aller prendre les commandes de Berchem Sport en Division 2.

### Berchem et Beringen
Relégué, Berchem Sport souhaitait remonter au plus vite vers l'élite belge. Haesaert arriva en amenant les joueurs Johnny Velkeneers et Paul Postuma. L'expérience tourna court car, l'entraîneur rejoignit rapidement Beringen FC en Division 1. Menacé, le club limbourgeois venait de licencier son entraîneur néerlandais, Hans Croon. Haesaert ne put réaliser de miracle et Beringen termina avant-dernier et fut relégué. Haesaert resta ancore une saison dans la Province de Limbourg avant de travers le pays vers l'Ouest et de déménager vers la Flandre-Occidentale.

### Waregem
Urbain Haesaert succéda à Sandor Popovic aux commandes du K. SV Waregem en 1983. Entre le technicien waaslandien et le club flandrien, ce fut un mariage de rèves. Haesaert amena des techniques d'entraînement nouvelles qui transformèrent le club "à petit budget" en équipe à succès. S'appuyant sur des joueurs comme Daniel Veyt, Philippe Desmet, Alain Van Baekel et le frères Luc en Marc Millecamps, Haesaert s'imposa comme un des entraîneurs à succès des années 1980.
Plusieurs joueurs du Essevé devinrent des titulaires indiscutables chez les Diables Rouges.
Waregem réalisa quelques fameux exploits sur la scène européennes en éliminant des clubs comme Osasuna Pampelune et le Milan AC. Un phénoménal succès (1-2) au stade Giuseppe-Meazza, à la suite de buts de Desmet et de Veyt, constitua le point d'orgue de cette période.
Durant la saison 1989-1990, le SV Waregem commença à plafonner. Le système de jeu d'Haesaert ne surprenait plus. L'entraîneur fut remercié et remplacé par Marc Millecamps qui assura l'intérim dans l'attente d'un nouvel entraîneur.

### Germinal Ekeren
Haesaert resta inactif une brève période puis accepta une offre du Germinal Ekeren qui cherchait un remplaçant pour René Desayere. Avec des éléments comme Philippe Vande Walle, Mike Verstraeten, Didier Dheedene et Eddy Snelders (qu'il avait connu à Lokeren), Haesaert jeta les bases des futurs succès du club. En 1993, il quitta le Veldwijkstadion pour rejoindre le plus vieux club du pays.

### Antwerp
À la tête du « Great Old », Urbain Haesaert connut une première saison correcte qui se termina à la 5e place. La suite fut moins glorieuse. L'Antwerp fut longtemps menacé. L'entraîneur fut licencié et le gardien Ratko Svilar reprit la direction de l'équipe.

### Ostende et Alost
À la suite de son départ anticipé de l'Antwerp, le KV Oostende attira l'entraîneur waaslandien. Récemment relégué de Division 1 le club du littoral avait ha^te de remonter. Urbain Haesaert releva le défi. Avec des garçons comme Nico Claesen et Zlatko Arambašić, Ostende réalisa une bonne saison avec un jeu agréable et très apprécié des observateurs. Mais le club échoua durant le Tour final derrière Mouscron et le Beerschot. À la fin de l'exercice, Haesaert dut céda sa place à Dennis van Wijk et se retrouva sans club.
En 1993, Jan Ceulemans ramena le SC Eendracht Aaslt vers la plus haute division belge et décrocha un ticket européen dès la saison suivante. Le jeune attaquant Gilles De Bilde s'y révéla et, après avoir remporté le Soulier d'or, fut transféré vers Anderlecht. Le club recula alors dans le classement. Durant la saison 1996-1997, Aaslt licencia Ceulemans et engagea Urbain Haesaert qui assura le maintien (15e sur 18). 
En vue de la saison suivante, la mission donnée à Haersaert était de ramener le club vers le "ventre mou" du classement. Il n'y parvint pas. L'Eendracht Aalst ne termina finalement que 15e. Le technicien waaslandien fut remercié.

### Formation des jeunes et Scouting

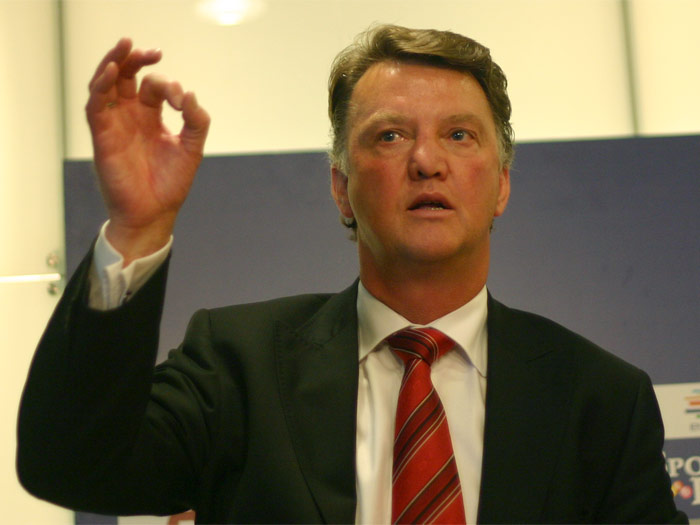
Louis van Gaal (photo) choisit Urbain Haesaert comme "scout" pour l'Ajax.

Après Alost, Haesaert reçut des propositions de plusieurs clubs mais décida de s'éloigner du banc de touche. Il accepta la fonction de directeur de la formation des Jeunes au Germinal qui, à la suite de l'arrêt d'activité du Beerschot, s'installait au « Kiel » et prenait le nom de « Germinal Beerschot Antwerpen ».
Durant la période où Haesaert fut actif, le G.B.A. collabora avec le club néerlandais de l'Ajax Amsterdam qui prit plusieurs éléments formés à Anvers. Thomas Vermaelen, Toby Alderweireld, Tom de Mul et Jan Vertonghen sont les exemples les plus connus.
En 2004, le contrat d'Haesaert prit. Le mentor avait l'intention de se retirer mais il accepta finalement une offre venant d'Ajax qui sur le conseil de Louis van Gaal lui confia le rôle de Scout (recruteur) pour la Belgique.
En mars 2010, Urbain Haesaert fit savoir qu'il avait accepté de rejoindre le R. SC Anderlecht. Le club belge le plus titré lui confia le rang de "Directeur de la cellule Scouting des Jeunes".

## Palmarès
- Coupe de Belgique: Finaliste 1981 (avec Lokeren)
- Entraîneur de l'Année en Belgique: 1 (1986)